# 96

## Починали
- 18 септември – Домициан, римски император (р. 51 г.)
- Стаций, римски поет (р. ок. 40 г.)